# Pyatenkoïta-(Y)
La pyatenkoïta-(Y) és un mineral de la classe dels silicats, que pertany al grup de la hilairita. Fou anomenada així per Iuri A. Piatenko, un químic rus.

## Característiques
La pyatenkoïta-(Y) és un silicat de fórmula química Na₅YTi[SiO₃]₆·6H₂O. Cristal·litza en el sistema trigonal. La seva duresa a l'escala de Mohs és 4 a 5.
Segons la classificació de Nickel-Strunz, la pyatenkoïta-(Y) pertany a «09.DM - Inosilicats amb 6 cadenes senzilles periòdiques» juntament amb els següents minerals: calciohilairita, hilairita, komkovita, sazykinaïta-(Y), stokesita, gaidonnayita, georgechaoïta, chkalovita, vlasovita, revdita, scheuchzerita i terskita.

## Formació i jaciments
S'ha trobat només a la seva localitat tiups i en àrees circumdants, totes dins l'Oblast de Murmansk, a Rússia.